# Герб Лениногорского района
Герб Лениного́рского муниципального района Республики Татарстан Российской Федерации.
Герб утверждён Решением № 41 Лениногорского объединённого Совета народных депутатов 4 июля 2005 года.
Герб внесён в Государственный геральдический регистр Российской Федерации под регистрационном номером 1946 и в Государственный геральдический реестр Республики Татарстан под № 18.

## Описание герба
«В зелёном поле вогнутое и сужающееся к острию опрокинутое чёрное стропило, тонко окаймлённое серебром, заполненное червленью и в червлении сопровождённое зелёным, окаймлённым золотом, цветком тюльпана, а в зелени — двумя отклонёнными в стороны, сообращёнными цветами, золотыми тюльпанами (на стеблях и с листьями)».

## Символика герба
Современная история юго-восточной части Татарстана и в первую очередь Лениногорского района связана с началом разработки в 1940-х годах богатейшего Ромашкинского месторождения нефти.
Символика геральдической фигуры чёрного стропила в гербе многозначна: 

- очертания фигуры напоминают струи нефтяного фонтана, которая является основным природным богатством района 

- образованные очертаниями стропила два зелёных холма показывают своеобразный ландшафт района - опоясывая склоны, плато долины рек создает высокие и крутые склоны; 

- стропило аллегорически показывает развилку плавно расходящихся дорог - в районе развита транспортная сеть, здесь проходит ряд железнодорожных линий и автомобильных трасс республиканского и областного значения. 

Стилизованное изображение цветка и листьев тюльпана показывает глубокие национальные традиции, которые бережно сохраняются и в настоящее время. Также цветок тюльпана и зелёный цвет поля показывает богатство и разнообразие местной флоры и фауны.
Золото в геральдике символизирует богатство, стабильность, уважение, интеллект.
Серебро - символ совершенства, благородства, чистоты, мира и взаимопонимания.
Червлёный (красный) цвет - символ мужества, радости, оптимизма, труда и красоты.
Зелёный цвет - символ природы, здоровья, жизненного роста.
Чёрный цвет - символ вечности, мудрости, свободы.

## История герба
Герб разработан авторской группой Геральдического совета при ПрезидентеРеспублики Татарстан и Союза геральдистов России в составе:
Рамиль Хайрутдинов (Казань), Радик Салахов (Казань), Константин Мочёнов (Химки), Кирилл Переходенко (Конаково), Оксана Афанасьева (Москва).